# Petrorhagia armerioides
Petrorhagia armerioides är en nejlikväxtart som först beskrevs av Nicolas Charles Seringe, och fick sitt nu gällande namn av Peter William Ball och Heywood. Petrorhagia armerioides ingår i släktet klippnejlikor, och familjen nejlikväxter. Inga underarter finns listade i Catalogue of Life.